# Teun Koopmeiners
Teun Koopmeiners (Castricum, 1998. február 28. –) holland válogatott labdarúgó, az olasz Juventus játékosa.

## Pályafutása

### Klubcsapatokban
A Vitesse '22 korosztályos csapatából került az Alkmaar akadémiájára. 2016-ban került fel a második csapatban, amellyel első évében megnyerték a harmadosztályt. 2017. augusztus 18-án mutatkozott be a Den Bosch ellen idegenben 3–1-re megnyert bajnoki mérkőzésen. Október 1-jén az első csapatban is bemutatkozott a Feyenoord ellen Alireza Dzsahánbahs cseréjeként. 2020. március 1-jén 70 méterről adott gólpasszt Úszama Idríszinek az AFC Ajax ellen. Az angol Everton 12 millió fontot ajánlott a játékjogáért, de a klubja ezt elutasította.
2021. augusztus 30-án az olasz Atalanta 12 millió euróért szerződtette. Szeptember 11-én mutatkozott be a bajnokságban a Fiorentina ellen Matteo Pessina cseréjeként. 2024. május 22-én a német Bayer Leverkusen ellen megnyerte csapatával az Európa-ligát.
2024. augusztus 28-án ötéves szerződést írt alá a Juventus csapatával.

### A válogatottban
Többszörös korosztályos válogatott. Részt vett a 2017-es U19-es labdarúgó-Európa-bajnokságon és a 2021-es U21-es labdarúgó-Európa-bajnokságon. 2020. október 7-én mutatkozott be a felnőttek között Mexikó elleni UEFA Nemzetek Ligája mérkőzésen, kezdőként végig a pályán volt. 2021. május 26-án bekerült a 2020-as labdarúgó-Európa-bajnokságra utazó keretbe, de pályára nem lépett.

## Statisztikái

### A válogatottban
2020. október 7-én frissítve.
| Nemzet    | Év       | Mérkőzés | Gól |
| --------- | -------- | -------- | --- |
| Hollandia | 2020     | 1        | 0   |
| Hollandia | 2021     | 0        | 0   |
| Összesen  | Összesen | 1        | 0   |

## Sikerei, díjai

### Klub
- Jong AZ
  - Tweede Divisie: 2016–17

- Atalanta
  - Európa-liga: 2023–24

### Egyéni
Az Európa-liga szezon csapatának tagja: 2023–24

## Család
Testvére Peer Koopmeiners a AZ labdarúgója.